# Trofeo Teresa Herrera 2020
El Trofeo Teresa Herrera 2020 fue la 75.ª edición de este torneo de fútbol veraniego masculino y la 8ª edición del torneo femenino. Ambos se disputaron a partido único el 20 de diciembre de 2020 en el Estadio Municipal de Riazor, en La Coruña. 
El torneo se celebró en circunstancias excepcionales a causa de la pandemia de COVID-19,  disputándose por primera vez en diciembre y con una asistencia limitada a 1000 espectadores. No se invitó a ningún equipo profesional, siendo el rival del Deportivo una selección de jugadores de equipos modestos locales. Toda la recaudación, así como el dinero que se invertía habitualmente en la fabricación del trofeo que no se entregó esta vez, fue destinada a obras benéficas, volviendo así a los orígenes del torneo, que nació 75 años antes como medio para recaudar fondos para la mejora de los hospitales de la ciudad.
En el torneo masculino el RC Deportivo se impuso por un resultado de 6-0 al Combinado del Fútbol Aficionado Coruñés, ganando por 23ª vez el trofeo. En el torneo femenino se proclamó campeón el RC Deportivo ABANCA "B", que superó en los penaltis (5-3) al Victoria CF, tras acabar el partido en empate a 1.

## LXXV Trofeo Teresa Herrera masculino

### Participantes
Para la disputa del Trofeo Teresa Herrera se formó un Combinado del Fútbol Aficionado Coruñés, integrado por 23 futbolistas pertenecientes a 13 clubes de la ciudad de La Coruña y su área metropolitana. Por equipos, los convocados fueron:
- Silva SD (6): el portero Damián Seijoso, los defensas Brais Lema, Miguel Fiuza y Jacobo Lazcano, el centrocampista Daniel Alejandro Sicardi 'Kata' y el delantero João Paulo García.
- Victoria CF (4): el defensa Rodrigo Ramos, el centrocampista Edu de la Puente y los delanteros Jorge Raña y Antón Garda.
- Atlético Arteixo (2): los centrocampistas Álex Sánchez y Santi Brandariz.
- Atlético Coruña Montañeros CF (2): el defensa Juan Pérez Docampo y el delantero Rubén Rivera.
- Atlético Castros (1): el centrocampista Juan Rifón.
- Betanzos CF (1): el centrocampista Manuel Eiroa.
- Imperátor OAR (1): el defensa Dani Gómez.
- Orillamar SD (1): el defensa Samu Rey.
- Oza Juvenil SD (1): el defensa Sergio Canosa.
- Sporting Cambre (1): el portero Diego López.
- Sporting Coruñés SD (1): el defensa Pablo Jiménez.
- Torre SD (1): el defensa Santi Ezequiel Torres.
- Ural Español CF (1): el centrocampista Gonzalo Rodríguez.

El cuerpo técnico del combinado coruñés también estuvo formado por miembros de equipos locales. Su entrenador fue Javi Bardanca, entrenador del Silva SD, ayudado por el preparador Leo Lorenzo y el preparador físico Sergio Roca, ambos del Victoria CF.

### Partido
| 13    | POR   | Lucho García     | 46' |
| 28    | DEF   | Raúl Pescador    | 46' |
| 4     | DEF   | Álex Bergantiños |     |
| 24    | DEF   | Juan Rodríguez   |     |
| 17    | DEF   | Héctor Hernández |     |
| 8     | DEF   | Celso Borges     |     |
| 6     | MED   | Uche Agbo        |     |
| 14    | MED   | Yago Gandoy      |     |
| 11    | MED   | Borja Galán      | 46' |
| 9     | DEL   | Rui Costa        |     |
| 10    | DEL   | José Alonso Lara |     |
| D. T. | D. T. | Fernando Vázquez |     |

| ?     | POR   | Damián Seijoso        | 46' |
| ?     | DEF   | Santi Ezequiel Torres | 31' |
| ?     | DEF   | Rodrigo Ramos         | 46' |
| ?     | DEF   | Miguel Fiuza          | 46' |
| ?     | DEF   | Pablo Jiménez         | 31' |
| ?     | DEF   | Juan Pérez            |     |
| ?     | MED   | Santi Brandariz       | 46' |
| ?     | MED   | Álex Sánchez          |     |
| ?     | MED   | Manuel Eiroa          | 54' |
| ?     | DEL   | Antón Garda           | 60' |
| ?     | DEL   | Rubén Rivera          | 46' |
| D. T. | D. T. | Javier Bardanca       |     |

| 27 | POR | Pablo Brea    | 46' |
| 30 | DEF | Israel Pérez  | 46' |
| 29 | DEL | Manu Mosquera | 46' |

| ? | DEF | Sergio Canosa       | 31' |
|   | DEF | Dani Gómez          | 31' |
| ? | POR | Diego López Vázquez | 46' |
|   | DEF | Brais Lema          | 46' |
|   | DEF | Samu Rey            | 46' |
|   | DEF | Jacobo Lazcano      | 46' |
|   | DEL | Jorge Raña          | 46' |
|   | MED | Kata Sicardi        | 54' |
|   | MED | Juan Rifón          | 60' |
|   | MED | Gonzalo Rodríguez   | 60' |
|   | DEL | João Paulo          | 60' |

| 31' (pen.) · 47' · 56' · 65' · 77' · 85' | Rui Costa Manu Mosquera José Alonso Lara Celso Borges | 1:0 2:0 3:0 4:0 5:0 6:0 |

| Principal | Alejandro del Río Amor |

| 13    | POR   | Lucho García     | 46' |
| 28    | DEF   | Raúl Pescador    | 46' |
| 4     | DEF   | Álex Bergantiños |     |
| 24    | DEF   | Juan Rodríguez   |     |
| 17    | DEF   | Héctor Hernández |     |
| 8     | DEF   | Celso Borges     |     |
| 6     | MED   | Uche Agbo        |     |
| 14    | MED   | Yago Gandoy      |     |
| 11    | MED   | Borja Galán      | 46' |
| 9     | DEL   | Rui Costa        |     |
| 10    | DEL   | José Alonso Lara |     |
| D. T. | D. T. | Fernando Vázquez |     |

| ?     | POR   | Damián Seijoso        | 46' |
| ?     | DEF   | Santi Ezequiel Torres | 31' |
| ?     | DEF   | Rodrigo Ramos         | 46' |
| ?     | DEF   | Miguel Fiuza          | 46' |
| ?     | DEF   | Pablo Jiménez         | 31' |
| ?     | DEF   | Juan Pérez            |     |
| ?     | MED   | Santi Brandariz       | 46' |
| ?     | MED   | Álex Sánchez          |     |
| ?     | MED   | Manuel Eiroa          | 54' |
| ?     | DEL   | Antón Garda           | 60' |
| ?     | DEL   | Rubén Rivera          | 46' |
| D. T. | D. T. | Javier Bardanca       |     |

| 27 | POR | Pablo Brea    | 46' |
| 30 | DEF | Israel Pérez  | 46' |
| 29 | DEL | Manu Mosquera | 46' |

| ? | DEF | Sergio Canosa       | 31' |
|   | DEF | Dani Gómez          | 31' |
| ? | POR | Diego López Vázquez | 46' |
|   | DEF | Brais Lema          | 46' |
|   | DEF | Samu Rey            | 46' |
|   | DEF | Jacobo Lazcano      | 46' |
|   | DEL | Jorge Raña          | 46' |
|   | MED | Kata Sicardi        | 54' |
|   | MED | Juan Rifón          | 60' |
|   | MED | Gonzalo Rodríguez   | 60' |
|   | DEL | João Paulo          | 60' |

| 31' (pen.) · 47' · 56' · 65' · 77' · 85' | Rui Costa Manu Mosquera José Alonso Lara Celso Borges | 1:0 2:0 3:0 4:0 5:0 6:0 |

| Principal | Alejandro del Río Amor |

| 13    | POR   | Lucho García     | 46' |
| 28    | DEF   | Raúl Pescador    | 46' |
| 4     | DEF   | Álex Bergantiños |     |
| 24    | DEF   | Juan Rodríguez   |     |
| 17    | DEF   | Héctor Hernández |     |
| 8     | DEF   | Celso Borges     |     |
| 6     | MED   | Uche Agbo        |     |
| 14    | MED   | Yago Gandoy      |     |
| 11    | MED   | Borja Galán      | 46' |
| 9     | DEL   | Rui Costa        |     |
| 10    | DEL   | José Alonso Lara |     |
| D. T. | D. T. | Fernando Vázquez |     |

| ?     | POR   | Damián Seijoso        | 46' |
| ?     | DEF   | Santi Ezequiel Torres | 31' |
| ?     | DEF   | Rodrigo Ramos         | 46' |
| ?     | DEF   | Miguel Fiuza          | 46' |
| ?     | DEF   | Pablo Jiménez         | 31' |
| ?     | DEF   | Juan Pérez            |     |
| ?     | MED   | Santi Brandariz       | 46' |
| ?     | MED   | Álex Sánchez          |     |
| ?     | MED   | Manuel Eiroa          | 54' |
| ?     | DEL   | Antón Garda           | 60' |
| ?     | DEL   | Rubén Rivera          | 46' |
| D. T. | D. T. | Javier Bardanca       |     |

| 27 | POR | Pablo Brea    | 46' |
| 30 | DEF | Israel Pérez  | 46' |
| 29 | DEL | Manu Mosquera | 46' |

| ? | DEF | Sergio Canosa       | 31' |
|   | DEF | Dani Gómez          | 31' |
| ? | POR | Diego López Vázquez | 46' |
|   | DEF | Brais Lema          | 46' |
|   | DEF | Samu Rey            | 46' |
|   | DEF | Jacobo Lazcano      | 46' |
|   | DEL | Jorge Raña          | 46' |
|   | MED | Kata Sicardi        | 54' |
|   | MED | Juan Rifón          | 60' |
|   | MED | Gonzalo Rodríguez   | 60' |
|   | DEL | João Paulo          | 60' |

| 31' (pen.) · 47' · 56' · 65' · 77' · 85' | Rui Costa Manu Mosquera José Alonso Lara Celso Borges | 1:0 2:0 3:0 4:0 5:0 6:0 |

| Principal | Alejandro del Río Amor |

| 13    | POR   | Lucho García     | 46' |
| 28    | DEF   | Raúl Pescador    | 46' |
| 4     | DEF   | Álex Bergantiños |     |
| 24    | DEF   | Juan Rodríguez   |     |
| 17    | DEF   | Héctor Hernández |     |
| 8     | DEF   | Celso Borges     |     |
| 6     | MED   | Uche Agbo        |     |
| 14    | MED   | Yago Gandoy      |     |
| 11    | MED   | Borja Galán      | 46' |
| 9     | DEL   | Rui Costa        |     |
| 10    | DEL   | José Alonso Lara |     |
| D. T. | D. T. | Fernando Vázquez |     |

| ?     | POR   | Damián Seijoso        | 46' |
| ?     | DEF   | Santi Ezequiel Torres | 31' |
| ?     | DEF   | Rodrigo Ramos         | 46' |
| ?     | DEF   | Miguel Fiuza          | 46' |
| ?     | DEF   | Pablo Jiménez         | 31' |
| ?     | DEF   | Juan Pérez            |     |
| ?     | MED   | Santi Brandariz       | 46' |
| ?     | MED   | Álex Sánchez          |     |
| ?     | MED   | Manuel Eiroa          | 54' |
| ?     | DEL   | Antón Garda           | 60' |
| ?     | DEL   | Rubén Rivera          | 46' |
| D. T. | D. T. | Javier Bardanca       |     |

| 27 | POR | Pablo Brea    | 46' |
| 30 | DEF | Israel Pérez  | 46' |
| 29 | DEL | Manu Mosquera | 46' |

| ? | DEF | Sergio Canosa       | 31' |
|   | DEF | Dani Gómez          | 31' |
| ? | POR | Diego López Vázquez | 46' |
|   | DEF | Brais Lema          | 46' |
|   | DEF | Samu Rey            | 46' |
|   | DEF | Jacobo Lazcano      | 46' |
|   | DEL | Jorge Raña          | 46' |
|   | MED | Kata Sicardi        | 54' |
|   | MED | Juan Rifón          | 60' |
|   | MED | Gonzalo Rodríguez   | 60' |
|   | DEL | João Paulo          | 60' |

| 31' (pen.) · 47' · 56' · 65' · 77' · 85' | Rui Costa Manu Mosquera José Alonso Lara Celso Borges | 1:0 2:0 3:0 4:0 5:0 6:0 |

| Principal | Alejandro del Río Amor |

| Bandera de España               |
| Campeón RC Deportivo 23° título |

## VIII Trofeo Teresa Herrera femenino
El 20 de diciembre de 2020 también se disputó la 8ª edición del Trofeo Teresa Herrera de fútbol femenino. Se disputó a partido único y se enfrentaron el RC Deportivo ABANCA "B" y el Victoria CF. El encuentro se decidió en la tanda de penaltis (5-3), después de acabar el tiempo reglamentario con empate a 1.
| 20 de diciembre de 2020, 16:30 | RC Deportivo ABANCA "B" | 1:1 (pen. 5:3) | Victoria CF | Estadio Municipal de Riazor, La Coruña                         |                                                                |
|                                | - Eva Dios 45+1'        | Reporte        | - 87' Gara  | Asistencia: 1.000 espectadores Árbitro(s): Eugenia Gil Soriano | Asistencia: 1.000 espectadores Árbitro(s): Eugenia Gil Soriano |